# Usnea (Band)
Usnea ist eine 2011 gegründete Funeral- und Melodic-Death-Doom-Band.

## Geschichte
Die Gruppe wurde von dem Schlagzeuger Zeke Optimo Rogers, den Gitarristen Johnny Lovingood und Justin Cory und dem Bassisten Joel Banishing zum Ende des Jahres 2011 in Portland gegründet. Den Gesang übernahmen Banishing und Cory gemeinsam.
Die Gruppe debütierte im Februar 2013 mit einem selbstbetitelten Album auf dem Indie-Label ihres Schlagzeugers Rogers, Orca Wolf Records. Das Album wurde von Rezensenten positiv aufgenommen und als „starkes Debüt“ sowie als „einfallsreicher Doom ohne Scheuklappen“ besprochen. Nach dem Erfolg des Debütalbums erschien eine Split-EP mit Ruins, welche über das Hardcore-Punk-Label Halo of Flies erschien. Im Anschluss an die Veröffentlichung der EP ging die Gruppe einen Vertrag mit Relapse Records ein. Dort erschien Random Cosmic Violence im November 2014. Mit der Veröffentlichung über das renommierte Label erlangte die Band internationale Anerkennung. Dabei wurde Random Cosmic Violence als mittelmäßiges bis herausragendes Album bewertet. Der Band mangele es an Entwicklung urteilte Grayson Haver Currin für Pitchfork Media. Es sei „kein Meilenstein“, jedoch „ein ordentliches Album“ schrieb Sven Lattemann für Metal.de. Peter Wingertsches nannte Random Cosmic Violence für das Ox-Fanzine hingegen „vier epischen Songs […] die beileibe nicht in Überdruss enden.“ Für Metal Temple wurde das Album von Jacob Dawson mit der Bestbewertung als Meisterwerk versehen und als „gekonnte Kombination“ der besten Elemente des Genres und Einbindung weiterer mit einem „durchdachten Schreibstil“ beschrieben. Es sei „nicht einfach zu hören, aber ein großes, emotionales Kunstwerk“ hieß es in einer für The Sludgelord verfassten Rezension.
In den darauffolgenden Jahren bestritt die Band internationale Tourneen und Festivals. Darunter Auftritte als Vorgruppe für Ufomammut und Inverloch, sowie auf dem Maryland Deathfest und dem Roadburn Festival. Im September 2017 erschien dann das dritte Studioalbum Portals into Futility. Das Album wurde besonders positiv besprochen. Akerblogger von Angry Metal Guy schrieb dem Album einen unbestimmten Mangel zu, der ihn davon abhalte es höchstmöglich zu beurteilen.
Peter Wingertsches besprach Portals into Futility für das Ox-Fanzine als „zeitgemäß gut“. Als interessant abseits der Musik seien die angegebenen Inspirationsquellen und die „diversen Lektüreempfehlungen im Booklet.“ und von der Redaktion des Webzines Cvlt Nation auf Platz drei der neun besten Funeral-Doom-Alben des Jahres gewählt. Für den Metal Hammer wurde das Album ebenfalls hoch gelobt.

„Sie verzücken mit einem Hybriden aus stilvoll zelebrierter Langsamkeit, fieser Todesschwärze, schmutzstarrenden Riffs und einem kleinen, feinen Harmonielichtstrahl. Dabei ist es nicht die Mixtur als solche, die beeindruckt, sondern das Arrangement der einzelnen Elemente.“

Im Mai 2023 erschien mit Bathed in Light über Translation Loss Records das dritte, diesmal im Earhammer Studio aufgenommene, Album der Gruppe. Das Album wurde, ähnlich dem Vorgänger überwiegend positiv bewertet. Es wurde als „eine wirklich starke und befriedigende Rückkehr“ in einer Rezension des Ghost Cult Mag gelobt. Die Gruppe besteche mehr durch ihren Sound als durch ihr Songwriting, habe sich dabei merklich entwickelt. Für Wonderbox Metal hieß es, es sei „ein Album der Superlative“.

## Stil
Die Musiker nennen Disembowelment, My Dying Bride, Neurosis und YOB als wichtige Einflüsse. Insbesondere im Spektrum des Funeral Dooms verortet sich die Gruppen in einem melodiösen und zugleich rauen Bereich. Usnea zieht hierbei Vergleiche zu Bell Witch und Ahab. Ähnlich wie Ahab sich vom Funeral Doom distanzierten, gingen auch Usnea vor. Spätestens auf Bathed in Light ließ die Band den ursprünglich gespielten Funeral Doom hinter sich und gingen in einen dynamischeren und melodieschern Stil über der mit „einprägsamen Hooks, dampfendem Schwung und ausdrucksstarker Tiefe und Vielfalt“ agiert.
Die Musik von Usnea wird zumeist dem Funeral Doom sowie dem Death Doom, gelegentlich dem Sludge, zugerechnet. Die Musik gilt im Funeral Doom als Stil-Gratwanderung mit Einflüssen aus frühem Gothic Metal, originärem Sludge und Black Metal. Einige Veröffentlichungen werden mit den frühen Vertretern des Gothic Metals verglichen, allerdings ebenso mit Disembowelment, Winter, Ahab und YOB.
Als prägendes Element der Musik werden die genretypischen langsamen Gitarren-Riffs hervorgehoben. Dabei sei die Musik von Usnea dennoch auf entschleunigte düstere Melodien hin ausgerichtet. Die Musik sei „[g]etrieben von einem unerbittlich hämmernden, zeitlupenartigen Schlagzeug und einem voranwalzenden Bass [wobei] immer wieder einzelne Gitarrenlinien heraus“ stechen würden. Mit Portals Into Futility kamen „zarte Cello- und Paino-Einsätze“ hinzu. Der Gesang variiere indes zwischen Growling, Screaming und Brüllen.

## Diskografie
- 2013: Usnea (Album, Orca Wolf Records)
- 2014: Ruins / Usnea (Split-EP mit Ruins, Halo of Flies)
- 2014 Random Cosmic Violence (Album, Relapse Recordings)
- 2017: Portals into Futility (Album, Relapse Recordings)
- 2023: Bathed in Light (Album, Translation Loss Records)